# Eleições eclesiásticas na Suécia em 2021

Igreja da Suécia

As eleições eclesiásticas na Suécia em 2021 realizaram-se a 19 de setembro de 2021, para eleger os dirigentes locais, regionais e nacionais da Igreja da Suécia no período de 4 anos entre 2021 e 2025. 

Os 5,8 milhões de membros da igreja sueca, que tenham mais de 16 anos, puderam entregar quatro boletins de voto, escolhendo entre os 15 grupos eleitorais que participaram no evento – entre os quais 4 partidos políticos.

## Resultados preliminares
Participaram nestas eleiçoes 17% dos eleitores com direito de voto.
Quando 2138 dos 2138 círculos eleitorais estavam apurados, o resultado preliminar das eleições para a Assembleia da Igreja da Suécia (Kyrkomötet) era o seguinte: 

| Partidos e Grupos eleitorais                   |                                | Votos % |
| ---------------------------------------------- | ------------------------------ | ------- |
| Arbetarepartiet - Socialdemokraterna           | Partido Social-Democrata       | 27      |
| POSK – Partipolitiskt obundna i Svenska kyrkan | POSK – Independentes Políticos | 19      |
| Centerpartiet                                  | Partido do Centro              | 11      |
| Borgerligt alternativ                          | Alternativa Burguesa           | 8       |
| Sverigedemokraterna                            | Partido dos Democratas Suecos  | 7       |
| Vänstern i Svenska Kyrkan                      | Esquerda                       | 7       |